# Baptiste Carbo

a Compétitions nationales et continentales officielles uniquement.

b Matchs officiels uniquement.
Baptiste Carbo, né le 3 septembre 1910 à Barcelone et mort le 6 février 1975 à Villeneuve-sur-Lot, est un joueur de rugby à XV et de rugby à XIII international français évoluant au poste d'ailier ou de centre dans les années 1930.
Né à Barcelone, naturalisé français en 1930 à l'âge de dix-neuf ans, Baptiste Carbo grandit dans la région de Béziers. Il pratique tout d'abord le rugby à XIII au sein de l'AS Béziers. En 1934, il prend part à l'arrivée du rugby à XIII en France et la création de Béziers XIII. Ce dernier fait rapidement défaut et Carbo rejoint le champion en titre Villeneuve-sur-Lot où évoluent Étienne Cougnenc et Émile Bosc. Avec ce club, il remporte la Coupe de France en 1937 et prend part à plusieurs finales sans succès. Il est également appelé en équipe de France à plusieurs reprises mais ne compte qu'une sélection.
Après la Seconde Guerre mondiale, il devient entraîneur et exerce à Villeneuve-sur-Lot.
Dans la vie civile, il exerce le métier de maçon.

## Biographie
Baptiste Carbo évolue sous le maillot de l'AS Béziers entre 1932 et 1934 aux côtés d'Étienne Cougnenc, Émile Bosc et Lucien Serin. En septembre 1934, il choisit d'intégrer le néo-rugby, le rugby à XIII, importé par Jean Galia. Il rejoint ainsi le Stade olympique biterrois XIII aux côtés de Cougnenc qui prend part à la première édition du Championnat de France. Ce départ pour le rugby à XIII s'accompagne d'une radiation du joueur par la Fédération française de rugby à XV en octobre 1934 à l'instar de Cougnenc, Augustin Saltraille et Marcel Daffis. Ses débuts en rugby à XIII sont remarqués au point d'être convoqués une première fois en équipe de France en décembre 1934 pour un rassemblement de ses joueurs dans le cadre de la sélection finale pour la Coupe d'Europe des nations 1935.
Le Stade olympique biterrois XIII ne repart pas en première division la saison suivante, Carbo rejoint alors le champion de France en titre : Villeneuve-sur-Lot. Carbo reste quatre saisons à Villeneuve, place forte du rugby à XIII, en y étant titulaire et s'y mettant en évidence, au point de remettre en question les choix du sélectionneur de l'équipe de France, Jean Galia, qui ne l'aligne jamais en équipe de France. Il prend part cette saison là à la finale de la Coupe de France 1936 perdue 15-8 contre Côte basque. Finalement, il prend part à sa première rencontre internationale le 14 mars 1937 contre la sélection nommée « Dominions », ce match n'est toutefois pas considéré comme une sélection officielle. Il n'y est pas le seul Villeneuvois sélectionné puisqu'il y est accompagné par Marius Guiral, Pierre Brinsolles et Maurice Brunetaud. Il remporte en 1937 son premier trophée avec une victoire en Coupe de France 1937 où il y brille avec un essai marqué pour un score final de 12-6 contre le XIII Catalan de Perpignan. Lors de la saison 1938, Villeneuve réussit la performance d'être présent en finale du Championnat de France et Coupe de France, mais perd les deux finales. Enfin, Carbo avec Villeneuve dispute une ultime finale en 1939 en Championnat de France mais une nouvelle fois perdue 9-0 contre Roanne. L'arrivée de la Seconde Guerre mondiale puis l'interdiction du rugby à XIII en France met un terme à sa carrière de joueur.
Après la guerre, il devient entraîneur et prend en main Villeneuve-sur-Lot entre 1950 et 1953 menant le club à une finale de Coupe de France en 1953 perdue contre Lyon 9-8.

## Palmarès

### Rugby à XV

#### En club
| Saison    | Saison     | Championnat           | Championnat | Championnat | Championnat | Championnat | Championnat | Championnat |
| Saison    | Saison     | Compétition           | M           | Pts         | Ess.        | Pén.        | Tr.         | Dp.         |
| --------- | ---------- | --------------------- | ----------- | ----------- | ----------- | ----------- | ----------- | ----------- |
| 1932-1933 | AS Béziers | Championnat de France | ?           | -           | -           | -           | -           | -           |
| 1933-1934 | AS Béziers | Championnat de France | ?           | -           | -           | -           | -           | -           |

#### En tant que joueur
- Collectif : 
  - Vainqueur de la Coupe de France : 1937 (Villeneuve-sur-Lot).
  - Finaliste du Championnat de France : 1938 et 1939 (Villeneuve-sur-Lot).
  - Finaliste de la Coupe de France : 1936 et 1938 (Villeneuve-sur-Lot).

### Détails en sélection en rugby à XIII
Cette unique sélection se déroule lors d'une rencontre qui n'est pas considérée comme un match officiel.
| 1. | 21 mars 1937 | Dominions | 3-6 | Amical | Arrière | - | - | - | - |

#### Statistiques
| Saison    | Saison          | Championnat           | Championnat | Coupe           | Coupe       |
| Saison    | Saison          | Comp.                 | Class.      | Comp.           | Class.      |
| --------- | --------------- | --------------------- | ----------- | --------------- | ----------- |
| 1934-1935 | Béziers XIII    | Championnat de France | 10e         | Coupe de France | Non disputé |
| 1935-1936 | Villeneuve XIII | Championnat de France | 1/4 finale  | Coupe de France | Finaliste   |
| 1936-1937 | Villeneuve XIII | Championnat de France | 7e          | Coupe de France | Vainqueur   |
| 1937-1938 | Villeneuve XIII | Championnat de France | Finaliste   | Coupe de France | Finaliste   |
| 1938-1939 | Villeneuve XIII | Championnat de France | Finaliste   | Coupe de France | 1/4 finale  |

### En tant qu'entraîneur
- Collectif : 
  - Finaliste de la Coupe de France : 1953 (Villeneuve-sur-Lot).